# Eusimonia kabiliana
Eusimonia kabiliana es una especie de arácnido  del orden Solifugae de la familia Karschiidae.

## Distribución geográfica
Se encuentra en norte de África.